# Saturniinae

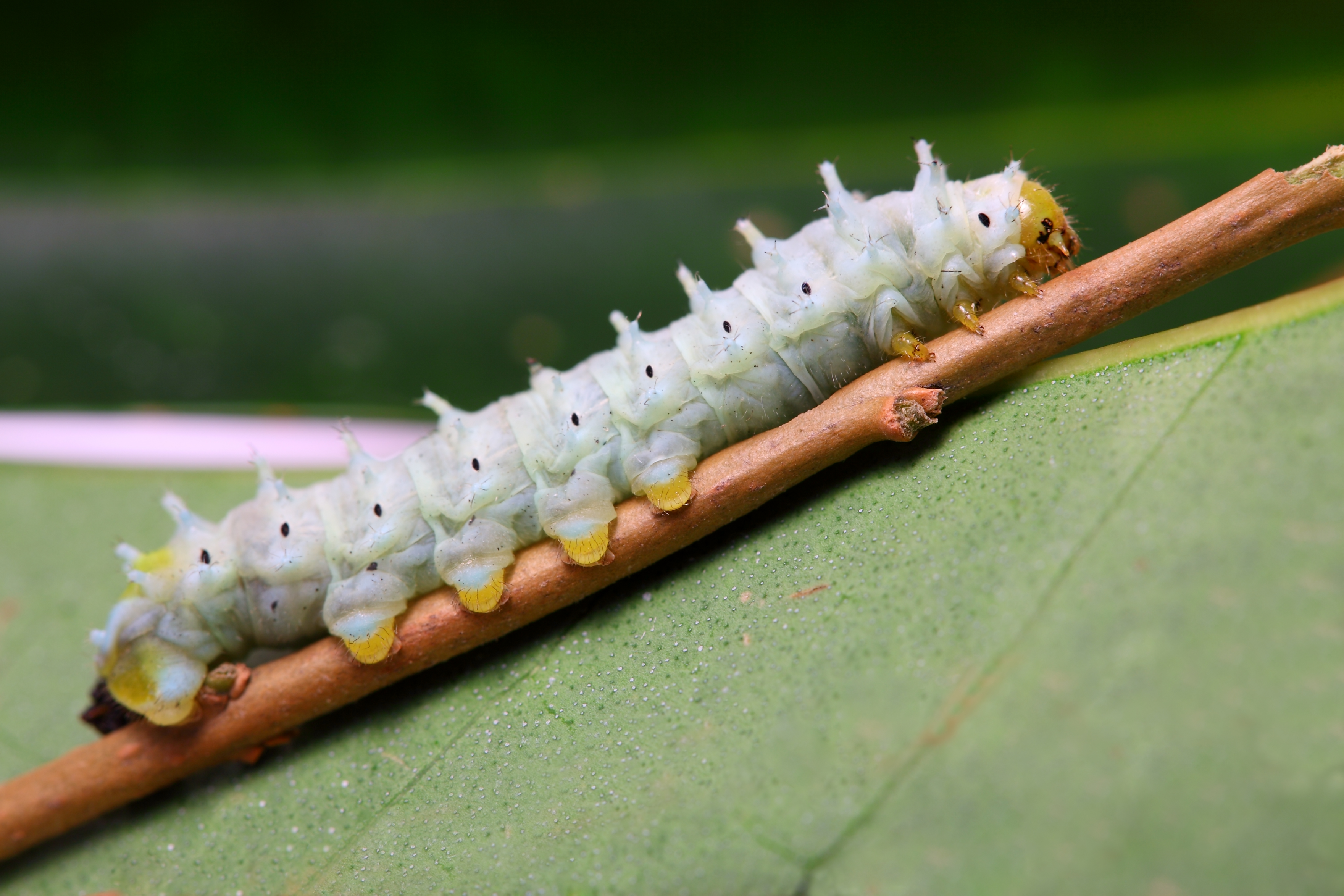
Raupe von Samia ricini

Die Saturniinae sind eine Unterfamilie der Pfauenspinner (Saturniidae). Sie kommen weltweit mit etwa 480 Arten in 59 Gattungen vor.

## Merkmale
Die Falter sind mittelgroß bis sehr groß. Von den übrigen Unterfamilien unterscheidet man die Arten der Saturniinae anhand ihrer deutlich an der Basis getrennten Fiederbüschel (Rami) an den doppelt gefiederten Fühlern. Die Flügel haben auffällige Diskalflecke und viele Arten sind lebhaft und kräftig gefärbt. Die meisten Gattungen haben außerdem einen charakteristischen kleinen weißen, schwarzen oder roten Wisch oder Augenfleck an der Spitze der Vorderflügel. Bei einigen Arten besitzen zumindest die Männchen an den Hinterflügeln lange Schwänze, wie etwa bei den Gattungen Eudaemonia und Actias.
Die Raupen haben bei vielen Arten einen gedrungenen Körperbau und sind träge. Ihr Körper trägt stachelige Fortsätze (Scoli), die bei manchen Arten lang, bei anderen zurückgebildet sind und Dornen oder Haare tragen, die giftige oder reizende Substanzen absondern können. Die Scoli sind mit zunehmendem Alter der Raupen zu flachen Höckern reduziert. Sie sind im Gegensatz zu anderen Unterfamilien der Pfauenspinner nie verzweigt oder verlängert.

## Vorkommen
Hauptverbreitungsgebiet der Unterfamilie sind die Tropen der Alten Welt. In Europa kommen neun Arten vor, von denen sieben auch in Mitteleuropa heimisch sind. Einige Arten waren für die Seidenzucht in China und Japan von Bedeutung. Die Zucht von Faltern abseits des Seidenspinners (Bombyx mori) ist auch heute noch in Indien von Bedeutung, wo Arten der Gattung Antheraea und Samia für die Seidenproduktion gezüchtet werden. In den beiden Amerikas kommen etwa 75 Arten in 12 Gattungen vor. Hier liegt der Schwerpunkt der Artdiversität südlich der Vereinigten Staaten.

## Lebensweise
Die Imagines vieler Arten klappen ihre Flügel in Ruhestellung über den Körper zusammen, wie es auch viele Tagfalter tun. Es gibt jedoch auch Arten, die ihre Flügel voll entfalten und so horizontal positionieren, dass beide Flügelpaare von oben gut sichtbar sind. Die Weibchen legen ihre Eier einzeln oder in kleinen Gruppen an Blättern oder Ästen ab. Sie werden mit einem braunen oder rötlichen Sekret angeklebt. Die Verpuppung findet bei fast allen Arten in einem dichten, seidenen Kokon statt, der an der Nahrungspflanze gesponnen wird. Der Kokon hat häufig an einem Ende eine gesponnene Schlupföffnung, durch die der fertig entwickelte Falter schlüpft.

## Systematik
Die Unterfamilie wird in die fünf Triben Saturniini, Attacini, Bunaeini, Decachordini und Pseudapheliini unterteilt, von denen jedoch die letzten drei eine Bestätigung benötigen. Der Global Lepidoptera Names Index des Natural History Museum listet folgende Gattungen der Unterfamilie:
- Actias Leach, 1815
- Agapema Neumoegen & Dyar, 1894
- Antheraea Hübner, 1819
- Antherina Sonthonnax, 1901
- Antistathmoptera Tams, 1935
- Archaeoattacus Watson, 1914
- Archaeosamia Brechlin, 2007
- Argema Wallengren, 1858
- Athletes Karsch, 1896
- Attacus Linnaeus, 1767
- Aurivillius Packard, 1902
- Bunaea Hübner, 1819
- Bunaeopsis Bouvier, 1927
- Caligula Moore, 1862
- Callosamia Packard, 1864
- Calosaturnia Smith, 1886
- Ceranchia Butler, 1878
- Chrysodesmia Röber, 1925
- Cinabra Sonthonnax, 1901
- Cirina Walker, 1855
- Copaxa Walker, 1855
- Coscinocera Butler, 1879
- Cricula Walker, 1855
- Decachorda Aurivillius, 1898
- Eochroa Felder, 1874
- Eosia Le Cerf, 1911
- Epiphora Wallengren, 1860
- Eriogyna Jordan, 1911
- Eudaemonia Hübner, 1819
- Eupackardia Cockerell, 1912
- Gonimbrasia Butler, 1878
- Graellsia Grote, 1896
- Gynanisa Walker, 1855
- Heniocha Hübner, 1819
- Hyalophora Duncan & Westwood, 1841
- Imbrasia Hübner, 1819
- Leucopteryx Packard, 1903
- Lobobunaea Packard, 1901
- Loepa Moore, 1860
- Loepantheraea Toxopeus, 1940
- Melanocera Sonthonnax, 1901
- Neodiphthera Fletcher, 1982
- Neoris Moore, 1862
- Opodiphthera Wallengren, 1858
- Parahodia Cockerell, 1914
- Parusta Rothschild, 1907
- Perisomena Walker, 1855
- Protogynanisa Rougeot, 1971
- Pselaphelia Aurivillius, 1904
- Pseudantheraea Weymer, 1892
- Pseudaphelia Kirby, 1892
- Pseudimbrasia Rougeot, 1962
- Pseudobunaea Bouvier, 1927
- Rhodinia Staudinger, 1892
- Rohaniella Bouvier, 1927
- Rothschildia Grote, 1897
- Samia Hübner, 1819
- Nachtpfauenaugen (Saturnia Schrank, 1802)
- Sinobirma Bryk, 1944
- Syntherata Maassen, 1873
- Tagoropsis Felder, 1874

## Belege